# David Harrison (basket-ball, 1982)
Pour les articles homonymes, voir David Harrison et Harrison.
Ne doit pas être confondu avec David Harrison (basket-ball, 1975).
David Harrison, né le 15 août 1982 à Nashville (Tennessee), aux États-Unis, est un ancien joueur américain de basket-ball. Il évolue au poste de pivot.